# Kurt Lundquist
Kurt Anders Valdemar Lundquist (ur. 27 listopada 1925 w Kila w gminie Sala, zm. 12 lipca 2011 w Simrishamn) – szwedzki lekkoatleta (sprinter), medalista olimpijski z 1948.
Zdobył brązowy medal w sztafecie 4 × 400 metrów na igrzyskach olimpijskich w 1948 w Londynie. Sztafeta Szwecji biegła w składzie: Lundquist, Lars-Erik Wolfbrandt, Folke Alnevik i Rune Larsson. Na tych samych igrzyskach Lundquist odpadł w ćwierćfinale biegu na 400 metrów.
Był mistrzem Szwecji w biegu na 200 metrów w 1947.